# Kabinett Watzdorf
Das Kabinett Watzdorf (Staatsministerium) bildete vom 11. März 1848 bis zum 15. September 1870 die von Großherzog Carl Friedrich und seinem Nachfolger Carl Alexander eingesetzte Landesregierung des Großherzogtums Sachsen-Weimar-Eisenach. Sie kam im Zuge der Märzrevolution 1848 als liberale Märzregierung unter Leitung des bisherigen Vorstands des Dritten Departements Christian Bernhard von Watzdorf ins Amt und blieb als eine von wenigen Märzregierungen auch nach dem Sieg der Gegenrevolution in der Reaktionsära im Amt, wobei ihre liberale Prägung mit dem gegen reaktionäre Gesetzgebung (Aufhebung der deutschen Grundrechte, sowie eine Revision der Landesgesetzgebung, die Aufhebung des demokratischen Wahlrechts zu Gunsten des indirekten Wahlgesetzes von 1852) gerichteten Rücktritt des Justiz- und Kultusministers Oskar von Wydenbrugk 1854 endete.
In der liberalen Zeit unterstützte die Regierung aktiv Bestrebungen zu einer engeren Zusammenarbeit der Thüringischen Staaten. Allerdings hatten diese Bemühungen nur einen beschränkten Erfolg. Vereinbart wurde eine Zusammenarbeit Weimars mit den beiden Schwarzburger Staaten. Es sollte ein gemeinsames Appellationsgericht in Eisenach und zwei gemeinsame Kreisgerichte in Sondershausen und Arnstadt errichtet werden. Es wurden in diesen Staaten gemäß den Märzforderungen auch Geschworenengerichte und das öffentliche und mündliche Verfahren eingeführt. Im Jahr 1851 wurde mit der Arbeit einer gemeinsamen Zivilprozessordnung in Anlehnung an das Vorbild des Königreichs Sachsen begonnen.
Auch im Bereich der Bildungspolitik versuchte Kultusminister Wydenbrugk einige fortschrittliche Reformen durchzusetzen. So wurde die Ausbildung der Volksschullehrer durch eine Neuorganisation der Lehrerseminare verbessert. Die soziale Stellung der Lehrer wurde dadurch gehoben, dass sie nicht mehr gleichzeitig Küster in den Kirchen waren. Ihre Gehaltszahlung wurde garantiert. Des Weiteren wurden Realschulen und Fortbildungsschulen gegründet. Für die Kirchengemeinden wurde 1851 eine neue Gemeindeordnung eingeführt. Diese setzte auf eine stärkere Beteiligung der Gemeindeglieder. Es wurde die Wahl der Kirchenvorstände eingeführt und das Recht der Gemeinde zur Ablehnung nicht genehmer Pfarrerkandidaten gestärkt. Wydenbrugk hat auch bereits für die Einführung einer synodalen Kirchenordnung plädiert, ohne sich damit durchsetzen zu können.
| Amt | Name |
| Vorsitzender, Erstes Departement (Präsidium Abteilung A: Angelegenheiten des Großherzoglichen Hauses und der Landesverfassung Abteilung B: Innere Landesverwaltung ab 1867 auch Justiz): | Christian Bernhard von Watzdorf |
| Zweites Departement (A Justiz (bis 1867) B: Kirchen- und Schulangelegenheiten) | Oskar von Wydenbrugk, 11. März 1848 – 1. Januar 1854 Philipp von Wintzingerode, 1854–1867 Gottfried Theodor Stichling, ab Herbst 1867 |
| Drittes Departement (Finanzen) | Gustav Thon |
| Direktor und vortragender Rat der Abteilung A im Ersten Departement Mitglied Kraft besonderen Auftrags (bis 1867)                                                                        | Gottfried Theodor Stichling |